# Gorenji Podboršt pri Veliki Loki
Gorenji Podboršt pri Veliki Loki – wieś w Słowenii, w gminie Trebnje. W 2018 roku liczyła 12 mieszkańców.